# Weltnerium baliense
Weltnerium baliense is een rankpootkreeftensoort uit de familie van de Scalpellidae. De wetenschappelijke naam van de soort is voor het eerst geldig gepubliceerd in 1934 door Nilsson-Cantell.